# Ostrov krále Viléma
Ostrov krále Viléma (dříve Země Krále Viléma, inuktitutsky v latince Qikiqtaq, anglicky King William Island, francouzsky Île du Roi-Guillaume) je ostrov v regionu Kitikmeot v autonomní kanadské oblasti Nunavut. Zároveň je jednou z částí Kanadského arktického souostroví. Kvůli ledovcovému pokrytí je těžké určit přesnou rozlohu, uvádí se mezi 12 516 km² a 13 111 km², což z ostrova krále Viléma dělá 61. největší světový ostrov a 15. největší kanadský ostrov. Při sčítání lidu v roce 2006 na ostrově žilo 1 064 lidí. Většina obyvatel žije v komunitě Gjoa Haven na jihovýchodě ostrova.
Ostrov je od kanadské pevniny (respektive od poloostrova Boothia) oddělen na severovýchodě Rossovým průlivem a průlivem Rae na východě. Na západě se nachází Viktoriin průliv za kterým leží Viktoriin ostrov. Za Toddovým průlivem na jihu se nachází Toddův ostrov. Na jihozápadě leží Záliv královny Maud.
Ostrov je známý svým vysokým počtem sobů karibu, kteří tuto lokalitu využívají jako letní pastviště.

## Význam v arktických expedicích
Během hledání severozápadního průjezdu ostrov navštívilo hned několik polárních expedic. Často na něm také přečkali zimu.

### John Ross
Ostrov, v té době obydlený Inuity z etnika Netsilik byl Johnem Rossem pojmenován Země krále Williama, aby tak oslavila tehdejší hlavu Spojeného království – Viléma IV. Britského. John Ross si tenkrát myslel, že se jedná o poloostrov.

### John Franklin
Expedice Johna Franklina uvízla v ledu blízko severozápadního pobřeží. Posádka se rozhodla opustit loď a vydat se pěšky na jih podél západního pobřeží ostrova, přičemž při svém snažení o záchranu všichni zahynuli. Dva z franklinových mužů jsou pohřbeni na místě zvaném Hall Point na jižním pobřeží.

### Roald Amundsen
V roce 1903 se Roald Amundsen vydal také objevit severozápadní cestu. Proplul skrz průliv Jamese Rosse a zastavil se v přirozeném přístavu na jižním pobřeží. Dále kvůli ledu pokračovat nemohl. Nakonec na ostrově zůstal dvě zimy v letech 1903–1904 a 1904–1905. Během svého pobytu se od tamních Inuitů naučil strategii přežití v polárních oblastech, což poté mělo nedocenitelnou hodnotu při jeho expedici k jižnímu pólu.
Svou loď Gjøa použil jako základnu k četným výpravám, například zmapoval poloostrov Boothia a dosáhl severního magnetického pólu. Ostrov opustil v srpnu 1905, po 22 měsících. Přístav, ve kterém kotvil, je teď místem jediného ostrovního osídlení – Gjoa Haven.